# Bucculatrix herbalbella
Bucculatrix herbalbella is een vlinder uit de familie ooglapmotten (Bucculatricidae). De wetenschappelijke naam is voor het eerst geldig gepubliceerd in 1915 door Chretien.
De soort komt voor in Europa.